# Flygförvaltningens verkstadsskola
Flygförvaltningens verkstadsskola (FFV) var en truppslagsskola för markförbanden inom svenska flygvapnet som i olika former verkade åren 1941–1968. Förbandsledningen var förlagd i Västerås garnison i Västerås.

## Historia
Flygvapnet hade drastiskt vuxit under andra världskriget. Flottiljerna blev 16 till antalet och flygvapnet hade efter kriget cirka 600 flygplan fördelade på sex jakt-, tre spanings- och en torpedflottilj. Sverige hade då ett av världens största flygvapen. Utbildade mekaniker saknades i Sverige, och ledande chefer inom flygvapnet ansåg, att man måste starta en för flyget anpassad skola för att lösa problemet. Flera personer var engagerade i detta, bland andra Bengt Nordenskiöld, Nils Söderberg, Olof Thunell och Stig Ögren.
Kungliga Flygförvaltningens verkstadsskola började sin verksamhet hösten 1941 i en sjöhangar på öster i Västerås, nuvarande Viksäng. De första 19 eleverna utbildades till flygmekaniker. Den officiella starten av skolan sattes till 1942 då 20 ytterligare elever anslutit. Hösten 1941 kontaktades KFUM i Västerås av de ansvariga med begäran om att lösa inkvarteringen för eleverna. Västerås stad kunde hyra ut Johannisbergs herrgård på västra sidan av Västeråsfjärden. Skolan låg på östra sidan. Sjöhangaren totalförstördes av en brand 1949. Själva skolan kunde då flyttas till en beredskapshangar vid Johannisbergs flygplats på västra sidan om fjärden. Både skolan och elevhem kom på så vis att ligga nära varandra.
Verkstadsskolan avvecklades efter beslut i riksdag och regering. Försvarets yrkesutbildningar skulle underställas det allmänna skolväsendet från den 1 juli 1968. I och med detta övertogs skolan i sin helhet, med lokaler, personal och elever av den lokala skolmyndigheten i Västerås.Totalt har 807 elever från hela Sverige utexaminerats vid skolan.

## Utbildning
Vid antagningen av elever söktes unga män mellan 15 och 17 år. Annonser lades ut i Sveriges största tidningar. Efter en grovgallring av ansökningarna valdes cirka 200 av de sökande ut för test. (Vissa år sökte över 1200.) Rektor och lärare åkte runt till olika städer och utförde anlagstest på de utvalda. Testet hade man utarbetat tillsammans med Chalmers Tekniska Högskola, såväl de teoretiska som praktiska proven. Utfallet av dessa tester blev således utslagsgivande för vilka som blev antagna.
1941–42 sökte man enbart efter flyg- och motormekaniker. Flygvapnet moderniserades och 1945 utökades utbildningen till finmekanik och instrument. 1947-48 antogs åtta radarmontörer. Vid den tiden fick flygvapnet sina första radarförsedda flygplan och den utbildningen blev dominerande. Så småningom ändrades inriktningen på utbildningen som då syftade till examen som telemontör.
Utbildningen vid skolan omfattade de första två åren i Västerås med teori och praktik, med boendet på elevhem. Resterande två år tillbringades som lärling vid någon av flygvapnets flottiljverkstäder eller de tre centrala verkstäderna CVV Västerås, CVM Malmslätt eller CVA Arboga.
Under de två första åren i Västerås hade eleverna ingen lön utan en särskild flitpenning, som visserligen höjdes från första terminen till fjärde terminen men som alltid hölls på en låg nivå. Under tiden som lärling vid flottilj fick man ersättning efter lärlingsavtal. Lönen var ungefär en tredjedel jämfört med yrkesarbetare.
Förutom de vanliga ämnena som matematik och svenska fanns flera för flygvapnet skräddarsydda ämnen, såsom motorteknik, instrumentlära, radio/radar och avionik. Stor vikt lades vid materialteknik, ritteknik och engelska. Som lärobok i engelska användes boken Flygengelska som utarbetats av ABA (Aktiebolaget Aerotransport), föregångaren till SAS.
Efter dessa fyra år ansågs eleven mogen att själv ta hand om flygvapnets olika flygplan.

## Lärare och skolledare
När flygvapnet 1941 beslutade att skolan skulle startas, var placeringen och tillgången på lärare av stor vikt. Att valet föll på Västerås berodde bland annat på att en ledig sjöhangar fanns i anslutning till Centrala Verkstaden i Västerås (CVV). Även Centrala Verkstaden i Arboga (CVA) fanns i närheten, vilket skulle visa sig vara bra när tele- och radar-utbildningen kom in i läroplanen.
Rektor för skolan de två första åren var Sven Nylinder, men redan 1944 anställdes Owe Ahlgren som efterträdare. Han kom att verka som rektor fram till sin pensionering strax före skolans överföring till Skolöverstyrelsen.

## KFUM:s elevhem
Elevhemmen var av skiftande karaktär. Vid starten fanns enbart Johannisbergs herrgård, men 1947 byggdes ett elevhem vid Lövudden på gångavstånd från herrgården. 1957 byggdes ytterligare ett elevhem med bostad för elevhemsföreståndaren. Elevantalet var således helt styrt av hur många elever som kunde bo där. Huvudman för elevhemmen var hela tiden KFUM. Standarden på elevhemmen var av skiftande karaktär. Johannisberg hade exempelvis enbart kallvatten och inga duschmöjligheter fanns. Elevhemsföreståndaren var den som alla fick rätta sig efter under de två åren vid elevhemmet. Varje vardag skulle eleverna ligga till sängs kl. 22 men lördagar var denna tid utsträckt till kl. 24. Om någon elev ville besöka släktingar eller andra bekanta under en helg måste permission ordnas och ett skriftligt intyg företes för övernattning utanför elevhemmet.
Således blev de flesta eleverna boende på elevhemmet i två år. Undantaget blev hemresan till jul- och sommarlovet. Eleverna hade tre olika regelverk att följa under två år. Vid elevhemmet gällde reglerna som KFUM hade utfärdat. Vid själva skolan var det lärare, rektor och kollegium som bestämde. Det tredje, mycket informella regelverket var eleverna i årskurs 2 som bestämde över årskurs 1, som det ofta blir på internatskolor.

## Fritid
Vid Lövudden fanns fotbollsplan inramad av löparbanor. Redan från skolans början inköptes tiohuggare som riggades för segling. Första åren rodde eleverna mellan skolan och elevhemmet. Även mindre segelbåtar och kanoter anskaffades. Lagidrotter som fotboll och ishockey kom att ingå som en naturlig del under åren. Idrottsklubbarna i Västerås värvade många friidrottsintresserade till sig. Närheten till Johannisbergs flygfält kom under hela skolans tid att locka eleverna till segelflygning och modellflyg.

## Kamratföreningen FFVK
År 1943 startade eleverna en Kamratförening. En av föreningens första uppgift var att skapa en egen tidskrift, kallad Propellerbladet. Den är fortfarande en av styrelsens årliga huvuduppgift. Under en lång period har vartannat år en kamratträff anordnats i Västerås. Även separata träffar ordnas förutom dem som sker i styrelsens regi. Den digitala utvecklingen har medgett en egen hemsida och en facebookgrupp öppen för före detta elever. På hemsidan finns inscannade Propellerblad tillgängliga och föreningen har ett adressregister på samtliga elever. På 1990-talet upplät Västerås kommun plats för ett minnesmärke, där sjöhangaren stod vid Viksäng. Minnesmärket består av en propeller och en minnesplatta i brons. Se under Galleri och Externa länkar.

## Övrigt
Styrelsen har under många år arbetat med att bevara alla handlingar som rör skolan. Allt material kommer att finnas på Arkiv Västmanland för framtiden. En del av skolans elever som började 1941 var statister i filmen Örnungar med Alice Babs. Filmen handlade bland annat om segelflyg.

## Galleri

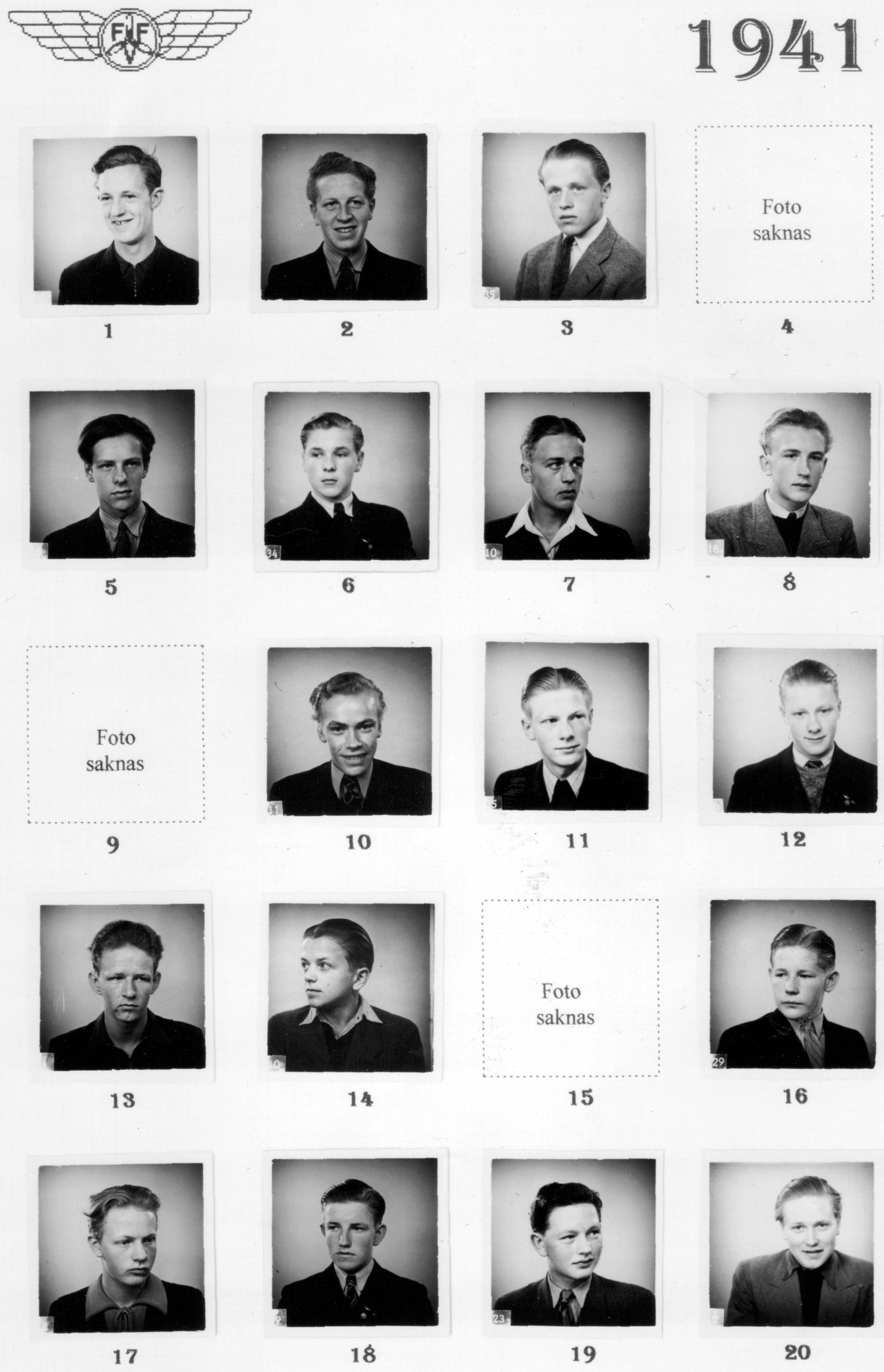
Första kullen elever hösten 1941.
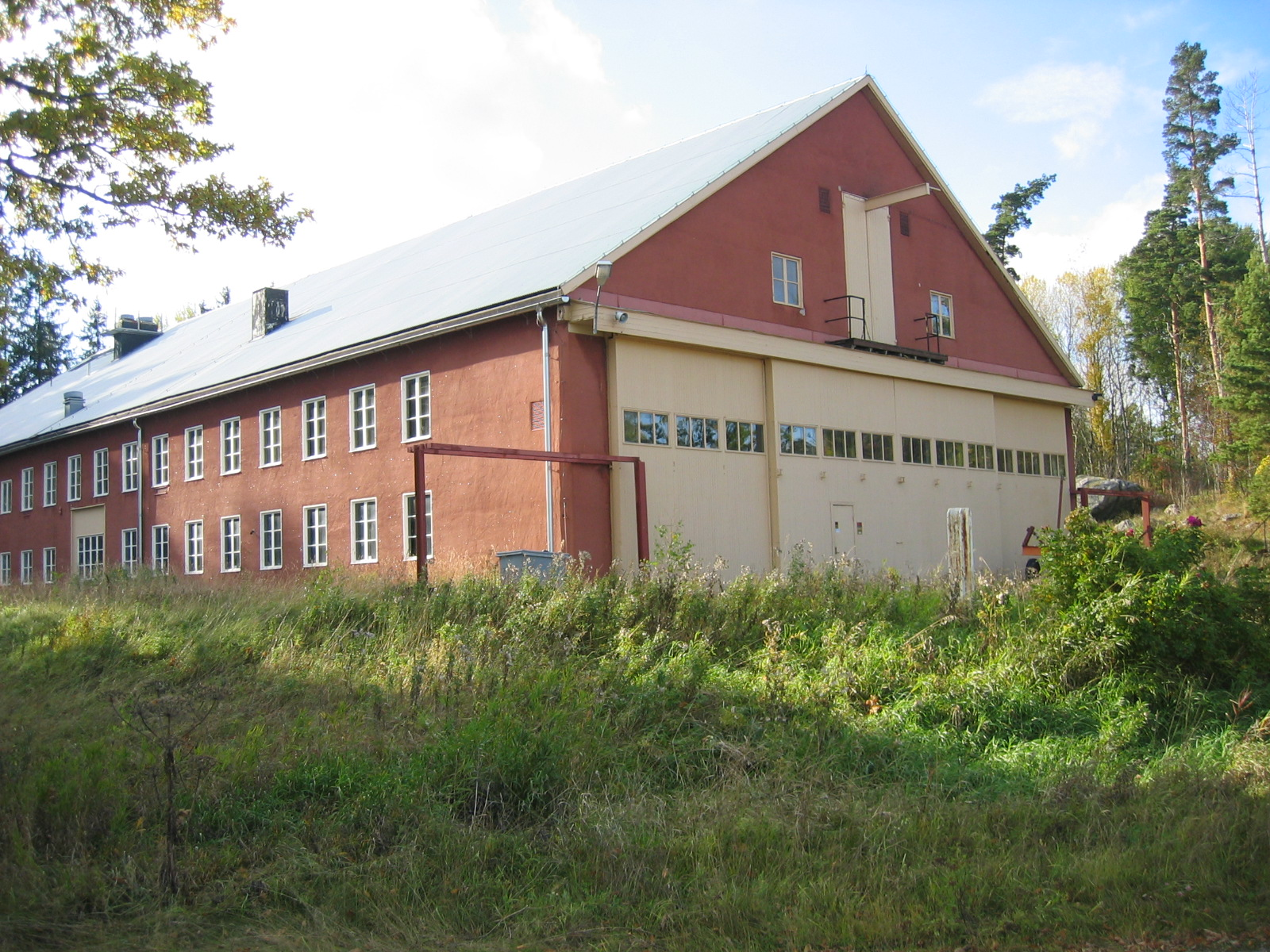
Flygförvaltningens verkstadsskola i Västerås år 2005
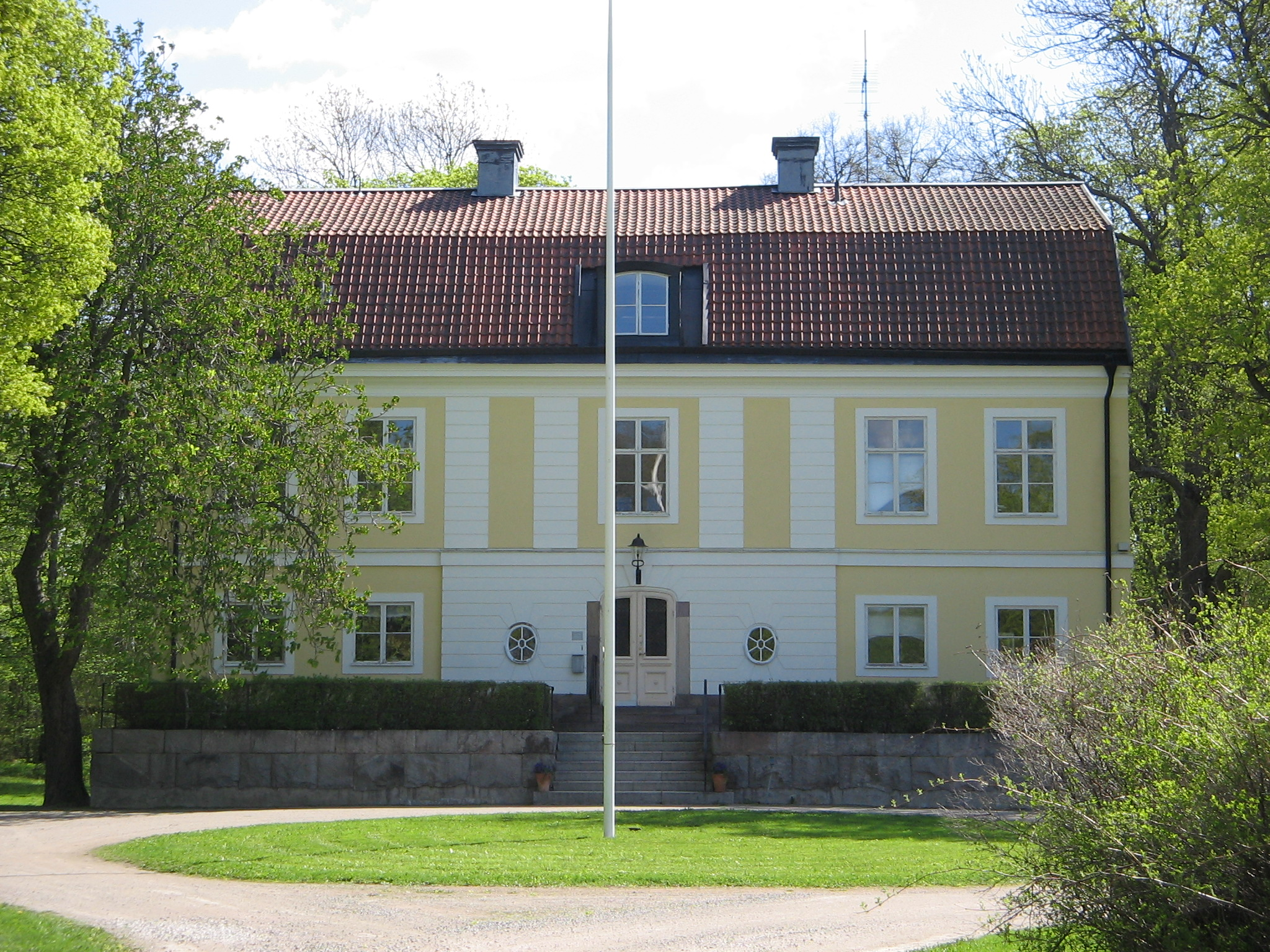
Johannisbergs herrgård
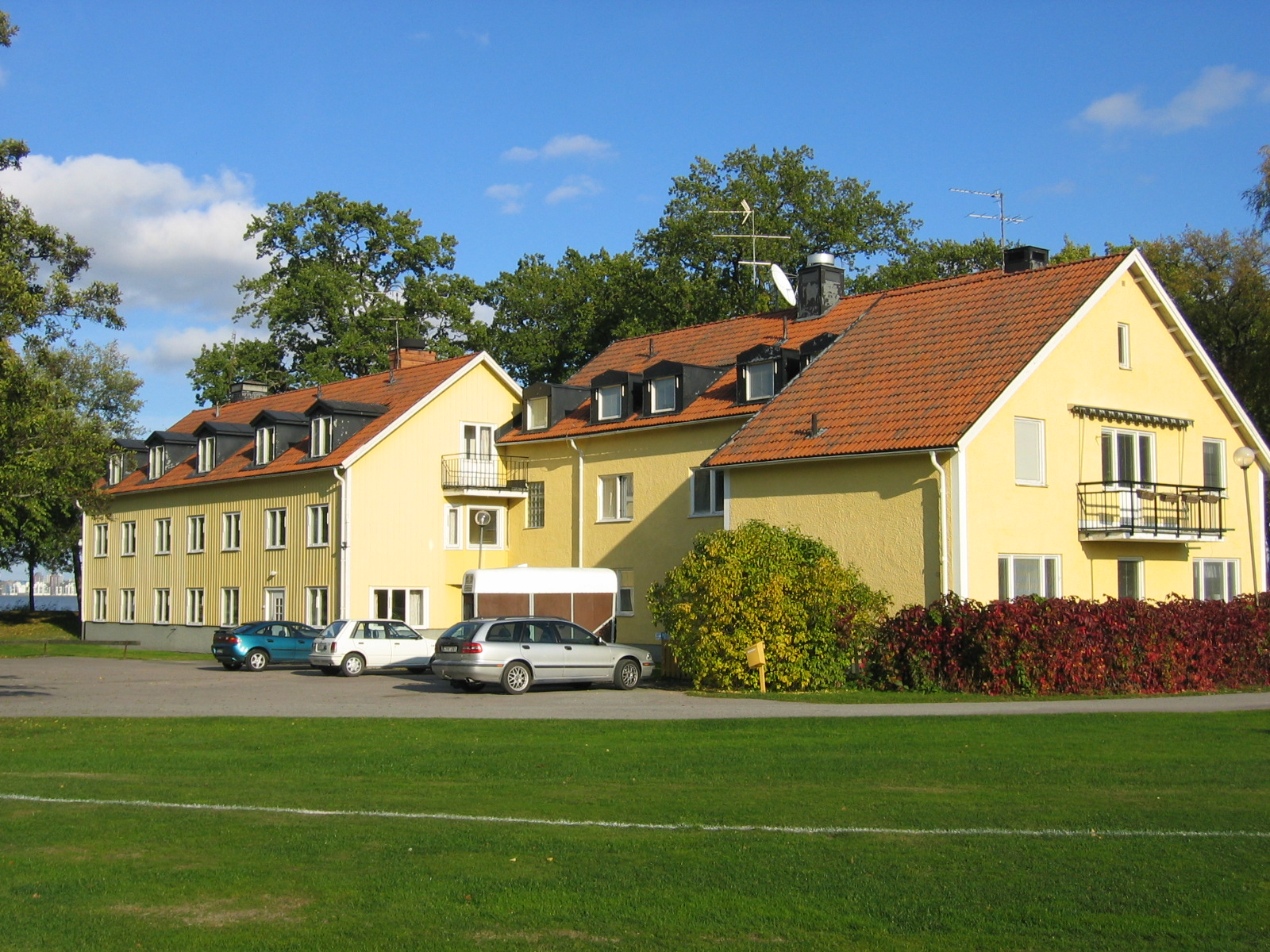
Elevhemmet, vid Lövudden
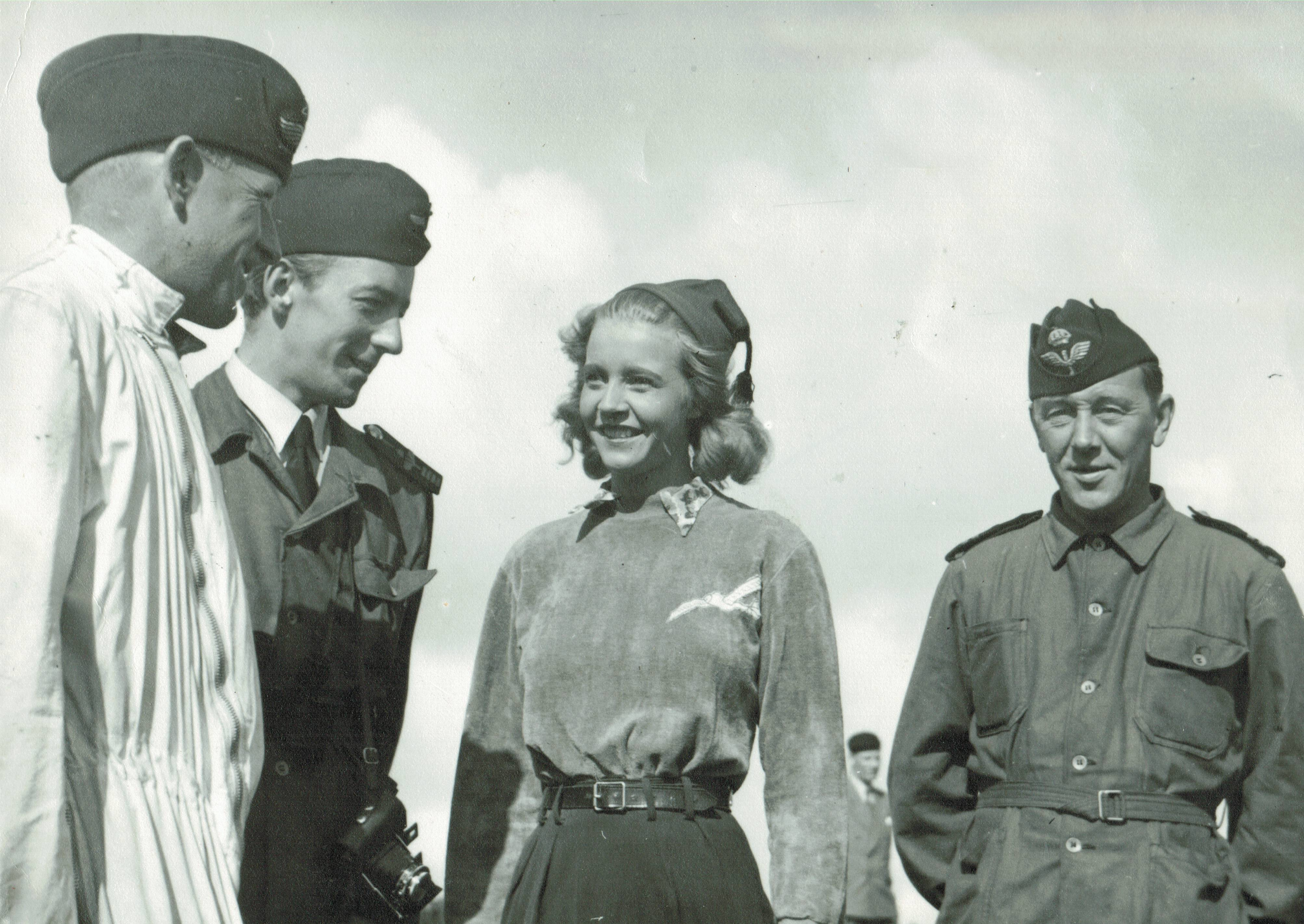
Alice Babs vid inspelningen av filmen Örnungar (1944) som delvis skedde vid Kungliga Flygförvaltningens verkstadsskola i Västerås när det gällde segelflygfilmningen.
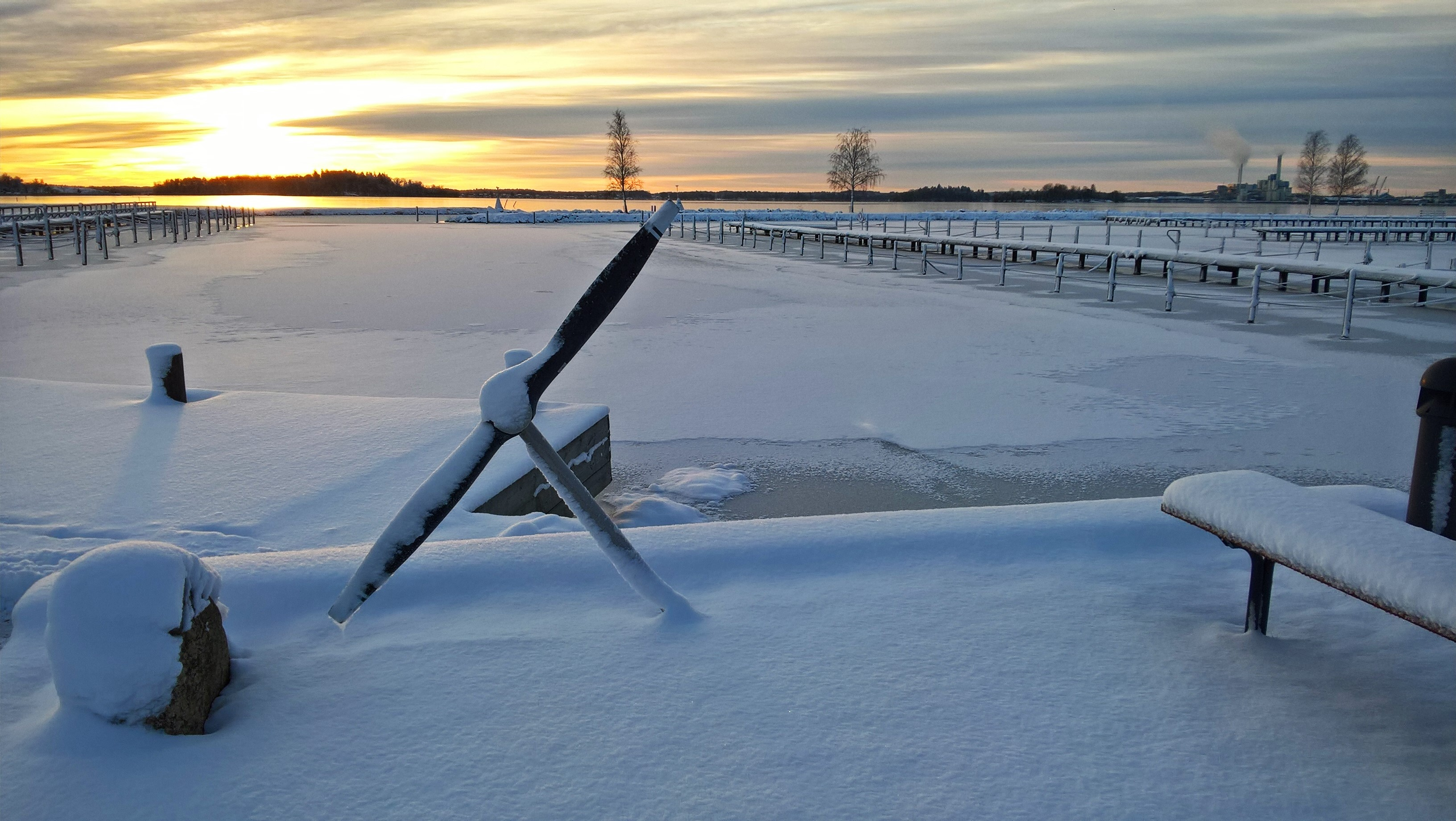
Minnesmärket vintertid
59°35′49″N 16°35′11″Ö / 59.59694°N 16.58639°Ö
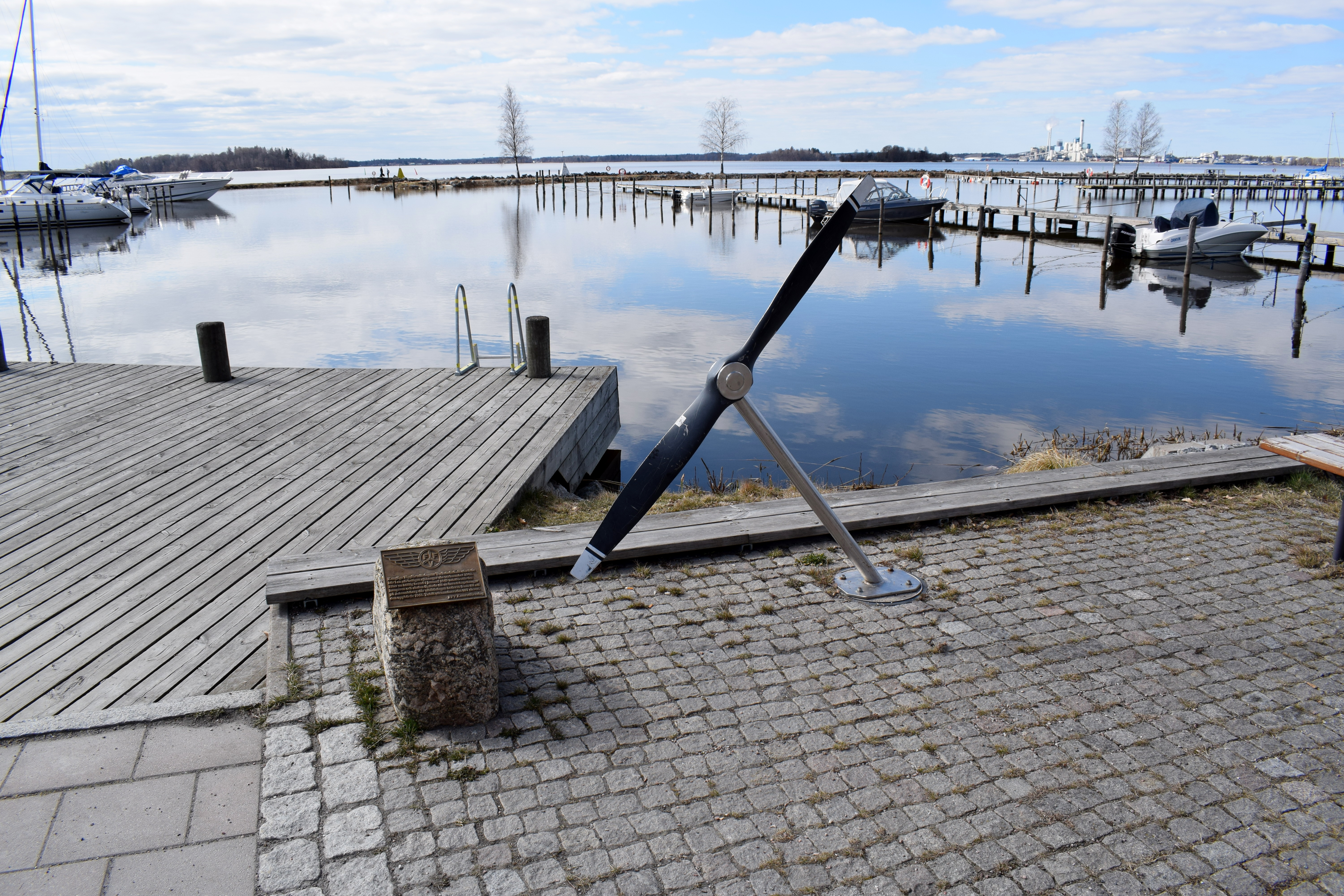
Minnesmärket sommartid
59°35′49″N 16°35′11″Ö / 59.59694°N 16.58639°Ö
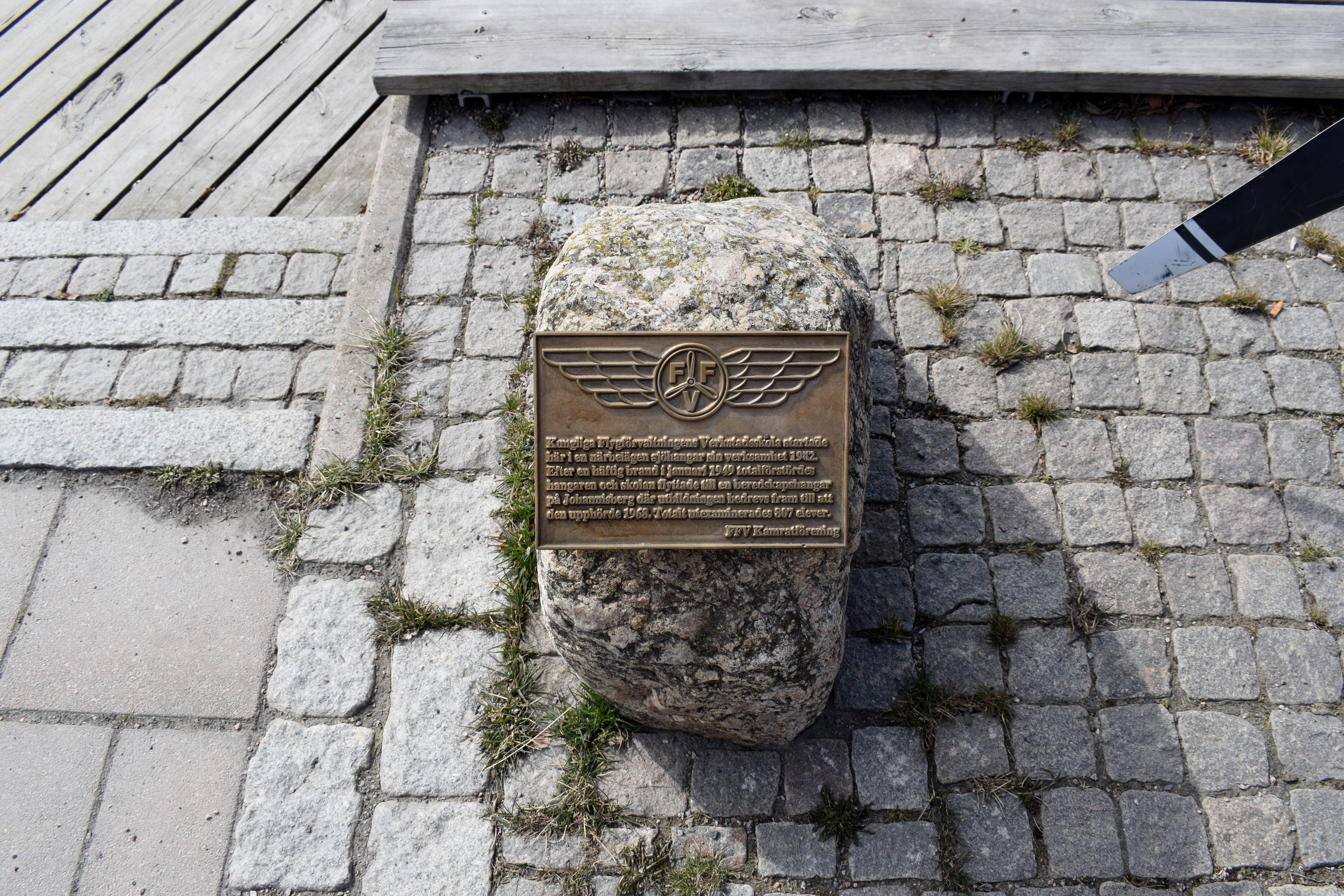
Del av minnesmärke